# Concordat espagnol de 1953
Le concordat de 1953 est un traité signé au Vatican, le 27 août 1953, entre le Saint-Siège et l'État espagnol, sous le pontificat de Pie XII.
À l'occasion des 100 ans du précédent Concordat de 1851, le général Franco écrivit au pape Pie XII pour en réclamer un nouveau qui, le temps passé, a été appelé : Concordat espagnol de 1953.
La demande du Régime de Franco dans ce domaine n'était pas nouvelle, et remontait à la fin de la guerre civile espagnole. La papauté qui connaissait les conséquences de ses précédents concordats avec Mussolini lors des accords du Latran et avec Hitler lors du Concordat du 20 juillet 1933, se montra réticente. Deux ans s'écoulèrent depuis la demande de Franco au Vatican. Enfin en 1953, le Concordat avec le Régime Franquiste a été signé.

## Qu'a apporté le Concordat?

### Pour l'Église catholique
Le Concordat affirma la confessionnalisme de l'État et la complète reconnaissance de l'Église catholique en Espagne. On rétablit les privilèges du clergé, qui avaient été éliminés en grande partie par les libéraux :
- exemption du service militaire pour les membres du clergé ;
- exemption des impôts ;
- subventions pour les nouvelles constructions ;
- droit de créer des universités ;
- droit de créer des stations radio et de publier des journaux et des magazines ;
- protection contre les perquisitions de la police dans les propriétés de l'Église ;
- la censure des documents de l'Église est considérée comme offensante ;
- l'obligation du mariage canonique pour les catholiques.
- Les groupes de l'Action catholique pouvaient exercer librement leur action sur le territoire espagnol. De plus, il assurait l'indépendance de l'Église et garantissait les aspects juridiques de cette indépendance. Également il accordait au Chef de l'État le droit de présenter les évêques.

### Contre les autres religions
- Monopole catholique sur l'enseignement religieux à l'école : les enfants d'autres religions peuvent être exemptés sur demande des parents et le cas des apostats n'est pas prévu[1].
- Monopole catholique sur le culte public, sauf au Maroc où les autres religions restent tolérées[1]

Ces dispositions suscitent des controverses hors d'Espagne à propos des droits des protestants. Le président américain Harry Truman s'était plaint à ce sujet dans les années 1940, mais dans les années 1950, dans le cadre des bonnes relations avec les États-Unis pendant la guerre froide, le Vatican travaillera à faire taire les discours anti-protestants de l'Église espagnole.

### Pour leRégime franquiste
Franco réussissait selon ses souhaits, à obtenir une reconnaissance internationale de son Régime espagnol. Le concordat lui permettait aussi d'écarter les nominations d'évêques catalans ou basques qu'il jugeait trop nationalistes.

### Divisions ecclésiastiques
À la suite du Concordat de 1953 entre l'Espagne et le Saint-Siège, les limites des diocèses ont subi de profonds changements. L'article 9.1 énonçait que pour « éviter, si possible, que les diocèses ne soient formés de territoires appartenant à diverses provinces civiles », les deux parties « procèderaient, d'un commun accord, à une révision des circonscriptions diocésaines. C'est ainsi que, le Saint-Siège, en accord avec le Gouvernement espagnol, prendra les dispositions convenables pour éliminer les enclaves », c'est-à-dire les territoires d'un diocèse situés à l'intérieur d'un autre.
Le Décret de la Sainte Congrégation Consistoriale Cesaraugustanae et aliarum - (Saragosse et autres)- du 2 septembre 1955 affecta profondément les diocèses d'Aragon, Catalogne et Navarre. Entre autres modifications, le Archidiocèse de Saragosse incorporait Santa Engracia -une enclave du diocèse de Huesca- et les villages de Mequinenza et Fayón (jusqu'alors dans le diocèse de Lérida), Arens de Lledó, Calaceite, Cretas y Lledó (bien qu'appartenant à la province de Teruel) et perdait Cortes (Navarre) en faveur du Diocèse de Pampelune.
Plus tard le Décret de la Sainte Congrégation Consistoriale De mutatione finium Dioecesium Valentinae-Segorbicensis-Dertotensis, du 31 mai 1960, modifiait tout particulièrement le territoire du Diocèse de Tortosa (en faveur du Diocèse de Segorbe-Castellón) et le diocèse de Segorbe en faveur de l'Archidiocèse de Valence.

## Modification du Concordat en 1976 et 1979
Le contenu du Concordat de 1953 est toujours valable et n'a pas été abrogé. L'approbation de la Constitution espagnole de 1978, qui à nouveau a séparé l'Église de l'État, a forcé la signature de divers accords : Accord de 1976 et en 1979, quatre accords, celui-ci a été signé le 3 janvier 1979, cinq jours après l'entrée en vigueur de la Constitution de 1978 en Espagne,,.

## Sources
- (es) Cet article est partiellement ou en totalité issu de l’article de Wikipédia en espagnol intitulé « Concordato español de 1953 » (voir la liste des auteurs).